# Jan Kiesser
Jan Kiesser (ur. w Winnipeg) – kanadyjski operator filmowy, zdobywca nagrody Leo Award za film Fido z  2006 roku oraz wielu nominacji, włączając Primetime Emmy Award.